# Bors
|  | Per a altres significats, vegeu «Bors (Cantó de Baignes-Sainte-Radegonde)». |

Bors és un municipi francès al departament del Charente i a la regió de la Nova Aquitània. L'any 2007 tenia 268 habitants.

## Demografia

### Població
El 2007 la població de fet de Bors era de 268 persones. Hi havia 120 famílies de les quals 32 eren unipersonals (12 homes vivint sols i 20 dones vivint soles), 36 parelles sense fills, 40 parelles amb fills i 12 famílies monoparentals amb fills.
La població ha evolucionat segons el següent gràfic:

### Habitatges
El 2007 hi havia 153 habitatges, 120 eren l'habitatge principal de la família, 21 eren segones residències i 12 estaven desocupats. 149 eren cases i 3 eren apartaments. Dels 120 habitatges principals, 101 estaven ocupats pels seus propietaris, 15 estaven llogats i ocupats pels llogaters i 4 estaven cedits a títol gratuït; 4 tenien dues cambres, 14 en tenien tres, 31 en tenien quatre i 71 en tenien cinc o més. 100 habitatges disposaven pel capbaix d'una plaça de pàrquing. A 60 habitatges hi havia un automòbil i a 49 n'hi havia dos o més.

### Piràmide de població
La piràmide de població per edats i sexe el 2009 era:
| Homes | Edats   | Dones |
| ----- | ------- | ----- |
| 0     | 95 o +  | 0     |
| 0     | 90 a 94 | 0     |
| 4     | 85 a 89 | 4     |
| 4     | 80 a 84 | 0     |
| 0     | 75 a 79 | 12    |
| 8     | 70 a 74 | 20    |
| 20    | 65 a 69 | 16    |
| 16    | 60 a 64 | 4     |
| 12    | 55 a 59 | 4     |
| 4     | 50 a 54 | 20    |
| 20    | 45 a 49 | 0     |
| 4     | 40 a 44 | 8     |
| 4     | 35 a 39 | 4     |
| 12    | 30 a 34 | 4     |
| 8     | 25 a 29 | 0     |
| 12    | 20 a 24 | 0     |
| 0     | 15 a 19 | 8     |
| 8     | 10 a 14 | 4     |
| 4     | 5 a 9   | 4     |
| 4     | 0 a 4   | 0     |

## Economia
El 2007 la població en edat de treballar era de 149 persones, 95 eren actives i 54 eren inactives. De les 95 persones actives 84 estaven ocupades (49 homes i 35 dones) i 11 estaven aturades (3 homes i 8 dones). De les 54 persones inactives 25 estaven jubilades, 10 estaven estudiant i 19 estaven classificades com a «altres inactius».

### Ingressos
El 2009 a Bors hi havia 115 unitats fiscals que integraven 251 persones, la mediana anual d'ingressos fiscals per persona era de 15.135 €.

### Activitats econòmiques
Dels 14 establiments que hi havia el 2007, 1 era d'una empresa de fabricació de material elèctric, 6 d'empreses de construcció, 1 d'una empresa de comerç i reparació d'automòbils, 2 d'empreses de transport, 1 d'una empresa d'hostatgeria i restauració, 1 d'una empresa de serveis, 1 d'una entitat de l'administració pública i 1 d'una empresa classificada com a «altres activitats de serveis».
Dels 5 establiments de servei als particulars que hi havia el 2009, 1 era un paleta, 1 guixaire pintor, 2 fusteries i 1 restaurant.
L'any 2000 a Bors hi havia 25 explotacions agrícoles que ocupaven un total de 833 hectàrees.

## Equipaments sanitaris i escolars
El 2009 hi havia una escola elemental integrada dins d'un grup escolar amb les comunes properes formant una escola dispersa.

## Poblacions properes
El següent diagrama mostra les poblacions més properes.